# Gortel
Gortel (Nedersaksische uitspraak: Gottel of Go'el) is een oude buurtschap van Emst in de gemeente Epe in de Nederlandse provincie Gelderland.
Hoewel de buurtschap klein is heeft Gortel een eigen school en een kerk. De plaatselijke omstandigheden hebben ertoe geleid dat de omgeving een beschermde status heeft gekregen, het is een beschermd dorpsgezicht. De boerderijtjes zijn allemaal goed bewaard gebleven en de omgeving straalt veel rust uit.
Gortel bestaat uit ca. 25 boerderijtjes, boshuizen en een christelijke basisschool. Het plaatsje telt ca. 70 inwoners.

## School
De school, Het Mosterdzaadje, werd in 1889 door de bevolking gesticht. De protestants-christelijke school vervult een regionale functie waarbij ook leerlingen op school zitten die buiten de gemeente Epe woonachtig zijn.

## Evenementen
Jaarlijks wordt in de zomermaanden een drietal natuurpresentaties verzorgd door een jachtopziener in de kapel te Gortel.
In de herfst trekt de herfstwandeling met de jachtopzieners van kroondomein Het Loo veel bezoekers. Naast een wandeling door het natuur- en cultuurlandschap van de koninklijke houtvesterij wordt een traditionele maaltijd genuttigd van erwtensoep en roggebrood met spek.
Samen met de buurtschap Niersen wordt jaarlijks Koningsdag gevierd.

## Monumenten
Gortel telt zes rijksmonumenten, alle terreinen met grafheuvels uit het neolithicum en/of de bronstijd. Het Meestershuis met linden en de school zijn gemeentelijke monumenten.